# Who Do We Think We Are
Who Do We Think We Are — седьмой студийный альбом британской рок-группы Deep Purple. Записан в период с июля по октябрь 1972 года, выпущен в январе 1973 года лейблом Purple Records. Это последний альбом Deep Purple, записанный в классическом составе группы «Mark II» (c вокалистом Иэном Гилланом и басистом Роджером Гловером) в семидесятые годы и остававшийся последней работой состава «Mark II» вплоть до выхода в 1984 году альбома Perfect Strangers.
В 2000 году ремастирован и переиздан с добавлением семи бонус-треков. В 2016 году журнал Classic Rock поставил альбом на 24-е место в списке «Лучших альбомов 1970х».

## Об альбоме
Запись диска проходила в июле 1972 года в Риме и в октябре того же года во Франкфурте с использованием передвижной студии Rolling Stones Mobile Studio. Первым треком, записанным в июле, стала открывающая альбом песня «Woman from Tokyo», текст которой был навеян первым концертным туром группы по Японии. Другой трек, выпущенный с сессий в Риме, названный «Painted Horse», не вошёл в этот альбом (позднее его включили в число бонус-треков, а также некоторые альбомы-сборники, например, The Mark II Purple Singles). Остальные композиции были записаны во Франкфурте после нескольких гастролей в разных странах, включая Японию (записи концертов в Осаке и Токио составили знаменитый альбом Made in Japan).
Группа в тот период была раздираема внутренними конфликтами и запись альбома превратилась в сущий кошмар. Поскольку участники почти не разговаривали друг с другом, многие песни были закончены только после того, как было составлено расписание, чтобы они могли записывать свои части отдельно. Иэн Гиллан впоследствии сравнивал этот альбом с The House of Blue Light 1987 года: «Всё то же самое: отличные песни, но полное отсутствие взаимопонимания у музыкантов и… слабый моральный дух». Роджер Гловер вспоминал, что Блэкмор на момент записи «не желал работать с чьими-либо идеями, кроме собственных».

## Отзывы и оценки
Большинство музыкальных критиков оценили альбом весьма прохладно. Так, рецензент сайта AllMusic писал: «Значительно уступая всем трем своим знаменитым предшественникам, альбом показал измученную группу, явно трещащую по швам. За исключением открывающей песни Woman From Tokyo, которая своим фирменным риффом Ричи Блэкмора намекает на былую славу, остальные композиции альбома ужасно непоследовательны и показывают, что группа просто плывёт по течению».
Who Do We Think We Are не поднялся выше 4-й позиции в Великобритании и 15-й в чартах США. Тем не менее, Deep Purple оставались одним из самых коммерчески успешных проектов в мире благодаря альбомам Machine Head и Made in Japan, а также многочисленным гастролям.
Иэн Гиллан в 1984 году вспоминал:

Мы только-только завершили непрерывные гастроли, продолжавшиеся 18 месяцев. Каждый из нас в какой-то момент <тура> серьёзно болел. Оглядываясь в прошлое <я понимаю>: будь у нас приличный менеджер, он сказал бы: «Ладно, хватит, отдохните месяца три. Даже к инструментам не прикасайтесь». Вместо этого нас вынудили к назначенному сроку закончить альбом. А следовало бы остановиться. Думаю, если бы мы сделали это, Deep Purple существовали бы по сей день.
Оригинальный текст (англ.)We had just come off 18 months of non-stop touring, and we’d all had major illnesses at one time or another. Looking back, if they’d have been decent managers, they would have said, 'All right, stop. I want you to all go on three months’ holiday. I don’t even want you to pick up an instrument.' But instead they pushed us to complete the album on time. We should have stopped. I think if we did, Deep Purple would have still been around to this day.
Последний концерт данного (второго) состава группы произошёл в японском городе Осака 29 июня 1973 года.

## Список композиций

### Оригинальное издание
Авторы всех композиций Ричи Блэкмор, Иэн Гиллан, Роджер Гловер, Джон Лорд и Иэн Пейс.
1. «Woman from Tokyo» — 5:48
2. «Mary Long» — 4:23
3. «Super Trouper» — 2:54
4. «Smooth Dancer» — 4:08
5. «Rat Bat Blue» — 5:23
6. «Place in Line» — 6:29
7. «Our Lady» — 5:12

### Бонус-треки ремастированного издания 2000 года
1. «Woman from Tokyo» ('99 Remix) — 6:37
2. «Woman from Tokyo» (alt. bridge) — 1:24
3. «Painted Horse» (studio out-take) — 5:19
4. «Our Lady» (’99 Remix) — 6:05
5. «Rat Bat Blue» (writing session) — 0:57
6. «Rat Bat Blue» (’99 Remix) — 5:49
7. «First Day Jam» (instrumental) — 11:31

## Участники записи
- Иэн Гиллан — вокал, губная гармоника
- Ричи Блэкмор — гитара
- Джон Лорд — клавишные
- Роджер Гловер — бас-гитара
- Иэн Пейс — ударные

издание 2000 года
- Питер Дененберг и Роджер Гловер — ремикширование дополнительных треков

## Чарты
| Чарт (1973)               | Позиция |
| ------------------------- | ------- |
| Norwegian Record Charts   | 1       |
| Danish Albums Chart       | 1       |
| Australian Albums Chart   | 2       |
| Austrian Albums Chart     | 2       |
| German Albums Chart       | 3       |
| UK Albums Chart           | 4       |
| Dutch Album Chart         | 5       |
| US Billboard Albums Chart | 15      |

| Чарт (1973)                        | Позиция |
| ---------------------------------- | ------- |
| Италия (FIMI)                      | 16      |
| Нидерланды (Buma/Stemra)           | 28      |
| США (Billboard Top Popular Albums) | 19      |
| ФРГ (Offizielle Top 100)           | 13      |

| Год  | Сингл              | Чарт                  | Позиция |
| ---- | ------------------ | --------------------- | ------- |
| 1972 | «Woman from Tokyo» | Dutch Singles Chart   | 6       |
| 1972 | «Woman from Tokyo» | German Singles Chart  | 16      |
| 1973 | «Woman from Tokyo» | The Billboard Hot 100 | 60      |

## Сертификации
| Регион | Сертификация | Продажи  |
| --- | ------------ | -------- |
| Франция (SNEP) | Золотой      | 100 000* |
| США (RIAA) | Золотой      | 500 000^ |
| * Данные о продажах приведены только на основе сертификации. ^ Данные о тиражах приведены только на основе сертификации. |              |          |